# Draco walkeri
Espèce
Draco walkeri est une espèce de sauriens de la famille des Agamidae.

## Répartition
Cette espèce est endémique de Sulawesi en Indonésie.

## Étymologie
Cette espèce est nommée en l'honneur de James John Walker (1851-1939).

## Publication originale
- Boulenger, 1891 : Description of new oriental reptiles & batrachians. Annals and Magazine of Natural History, sér. 6, vol. 7, p. 279-283 (texte intégral).